# Cratere Anush
Anush  è un cratere sulla superficie di Venere.